# Bratislav Ristić
Bratislav Ristić (Servisch: Братислав Ристић) (Niš, 21 januari 1980) is een voormalig voetballer uit Servië. Hij was een linkshalf die ook als linksachter en op rechts uit de voeten kon. In 2016 zette hij een punt achter zijn loopbaan.

## Clubcarrière

### Club Brugge
Bratislav Ristić speelde in de jeugd voor het Servische Radnički Niš, waar hij in 1998 door het Belgische Club Brugge werd weggeplukt. De linksmidden werd met grote trommel weggeplukt als een groot Servisch talent, maar in het Jan Breydelstadion maakte Ristić de 'profetie' niet waar. Toen Ristić in Brugge arriveerde was de 'Leeuw van Vlaanderen' Eric Gerets de Brugse coach, berucht om zijn 'harde hand'. Gerets was niet bepaald overtuigd over de kwaliteiten van Ristić of achtte hem niet rijp genoeg. De 18-jarige Ristić trainde nog lange tijd mee met de beloften van blauw-zwart. Getuige zijn lange wachten op een eerste kans in het eerste elftal. Ristić moest daarop wachten tot de komst van de Noorse coach Trond Sollied medio 2000.
De aanpassing van Ristić werd destijds wat eenvoudiger gemaakt, met de aanwezigheid van zijn landgenoten Darko Anić en Aleksandar Ilić. De spelers uit de Balkan kwamen en gingen echter bij Club Brugge, met ook verdediger Milan Lešnjak die zelfs even vaste waarde is geweest. Op 9 december 2000 kwamen in het Belgische dagblad De Morgen plotseling duistere praktijken aan het licht. De trainersstaf van Brugge, die van Gerets (1998–1999), zou zijn omgekocht door een spelersmakelaar uit Servië, Ranko Stojić. Ristić pakte in 2003 de Belgische landstitel en de Beker van België en de Belgische supercup (tegen toenmalig Belgisch landskampioen KRC Genk) in 2002. De prijzen werden allemaal behaald onder de leiding van Sollied. 
Uiteindelijk slaagde Ristić simpelweg niet bij Brugge, een lot dat ook spelers als Ebrima Sillah en José Duarte was beschoren. Ristić maakte twee minuten zijn opwachting in de met 3–1 gewonnen bekerfinale van 2002 tegen Excelsior Moeskroen. Andrés Mendoza, de Peruaanse spits van Brugge, maakte alle doelpunten. Sollied bracht Ristić nog heel even in voor aanvaller Sandy Martens, die tegen zijn natuur Nastja Čeh moest vervangen op het middenveld. Ristić verliet 'Olympia' in 2003, na het spelen van zestien competitiewedstrijden. Sollied gebruikte hem veelal als linksachter tijdens zijn laatste jaar in Brugge (2002/2003), maar op die positie moest hij concurreren met de volgens Sollied sterker voor de dag komende Peter Van der Heyden. Ristić maakte als linksachter 90 minuten vol in de topper tegen KRC Genk op 18 april 2003, die Brugge met 0–3 won.

### Metaloerh Donetsk
Ristić tekende in 2003 bij het Oekraiënse Metaloerh Donetsk, waar hij in 2004 met Andrés Mendoza een ex-ploeggenoot bij Brugge zou verwelkomen. Ristić werd een vaste waarde in Oekraïne en speelde 70 wedstrijden, waarin hij zes keer scoorde.
In 2007 werd Ristić door Metaloerh Donetsk verhuurd aan het Spaanse Málaga.

### Latere carrière
Later in zijn loopbaan speelde Bratislav Ristić voor clubs als het Russische Koeban Krasnodar, het Bulgaarse Slavia Sofia, het Servische Rad Beograd, het Amerikaanse Chicago Fire in de Major League Soccer, het Bosnische Olimpik Sarajevo en uiteindelijk Čelik uit Montenegro, waar hij zijn carrière op 36-jarige leeftijd afsloot.

## Interlandcarrière
Ristić kwam als international uit voor Joegoslavië onder 18. Hij speelde tien interlandwedstrijden, maar scoorde daar niet in.

## Erelijst
| Belgisch kampioen  | 1x | 2002/03 |
| Beker van België   | 1x | 2001/02 |
| Belgische Supercup | 1x | 2002    |